# Omphalea celata
Omphalea celata är en törelväxtart som beskrevs av Paul Irwin Forster. Omphalea celata ingår i släktet Omphalea och familjen törelväxter. Inga underarter finns listade i Catalogue of Life.